# 孔塞居德
孔塞居德（法語：Conségudes，法語發音：[kɔ̃seɡyd]）是法国滨海阿尔卑斯省的一个市镇，属于格拉斯区。

## 地理
孔塞居德（43°50'36"N, 7°2'55"E）面积12.47 平方千米，位于法国普罗旺斯-阿尔卑斯-蓝色海岸大区滨海阿尔卑斯省，该省份为法国东南部沿海省份，南濒地中海，西南至瓦尔省，西北接上普罗旺斯阿尔卑斯省，北部和东部与意大利接壤。
与孔塞居德接壤的市镇（或旧市镇、城区）包括：贝佐丹莱萨尔普、库尔瑟古勒、莱费尔、皮埃尔弗、罗凯斯泰龙、普罗旺斯地区拉罗克。

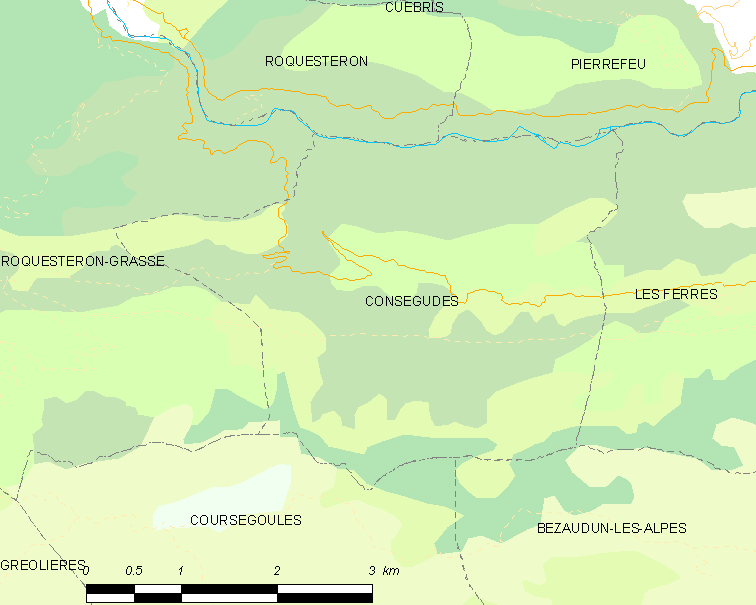
孔塞居德的OSM定位图

孔塞居德的时区为UTC+01:00、UTC+02:00（夏令时）。

## 行政
孔塞居德的邮政编码为06510，INSEE市镇编码为06047。

## 政治
孔塞居德所属的省级选区为旺斯县。

## 人口

1962-2008年间孔塞居德人口变化图示

孔塞居德于2022年1月1日时的人口数量为99人。